# Peridictyon
Peridictyon  es un género monotípico de plantas herbáceas,  perteneciente a la familia de las poáceas. Su única especie: Peridictyon sanctum (Janka) Seberg, Fred. & Baden, es originaria de Grecia y Bulgaria.
Algunos autores lo consideran incluido en Festucopsis (Janka) Meld.

## Etimología
El nombre del género deriva de las palabras griegas peri  (alrededor) y dictyon (red), aludiendo a  las vainas reticuladas de las hojas basales. 

## Sinonimia
- Agropyron sanctum (Janka) Hack. ex Formánek
- Brachypodium sanctum (Janka) Janka
- Festuca sancta Janka
- Festucopsis sancta (Janka) Melderis[2]